# Victor Emanuel-monumentet
Monumento Nazionale en Vittorio Emanuele II (Nationalmonumentet for Victor Emanuel II) eller Altare della Patria (Fædrelandets Alter) eller "Il Vittoriano" er et monument til ære for Victor Emanuel 2., den første konge af et forenet Italien, som ligger i Rom, Italien.
Monumentet blev designet af Giuseppe Sacconi i 1885; skulpturerne til det blev udstykket til etablerede billedhuggere hele Italien, såsom Angelo Zanelli. Det blev indviet i 1911 og afsluttet i 1935.
Monumentet er bygget af ren hvid marmor fra Botticino, Brescia og har majestætiske trapper, høje korintiske søjler , springvand, en kæmpe rytterstatue af Victor Emmanuel og to statuer af gudinden Victoria ridende på quadrigae.
På grund af den pompøse udførelse, den hvide marmor, der er fremmed for Roms bybillede, den tunge stil og cirkelbuen med mange tynde søjler, har monumentet fået øgenavne som "bryllupslagkagen", "gebisset" og "skrivemaskinen".